# Ruisseau Misère
Pour les articles homonymes, voir Misère (homonymie).
Le ruisseau Misère est un tributaire de la rivière Gatineau laquelle se déverse sur la rive sud de la rivière des Outaouais. La rivière Misère coule d'abord dans territoire non organisé du Lac-Moselle, puis dans le territoire non organisé du Dépôt-Échouani, dans la municipalité régionale de comté (MRC) de La Vallée-de-la-Gatineau, dans la région administrative des Outaouais, au Québec, au Canada.

## Géographie
Les bassins versants voisins de la rivière Misère sont :
- côté nord : rivière Gatineau ;
- côté est : rivière du Coucou ;
- côté sud : rivière du Coucou ;
- côté ouest : Rivière du Coucou.

Le lac Mayra (longueur : 1,9 km ; altitude : 408 m) constitue le plan d'eau de tête de la rivière Misère.
À partir de l'embouchure du lac Mayra, le ruisseau Misère coule sur 3,3 km vers le sud jusqu'à la décharge (venant du sud) d'un petit lac sans nom. Puis la rivière coule sur 2,0 km vers le nord, jusqu'à la rive sud du lac York (longueur : 2,7 km ; altitude : 369 m) que le courant traverse vers le nord-est sur sa pleine longueur. Puis la rivière coule sur 1,7 km vers le nord-est jusqu'à la décharge des lacs Skeeter (altitude : 375 m) et Betty (altitude : 385 m). Ensuite, la rivière poursuit son cours vers le nord-est jusqu'à la rive sud de la rivière Gatineau.

## Toponymie
Le toponyme ruisseau Misère a été officialisé le 5 décembre 1968 à la Commission de toponymie du Québec.